# 安原広和
安原 広和（やすはら ひろかず、1965年10月12日 - ）は、日本のゲームクリエイター。クレジットタイトル名はCarol Yasである。

## 来歴
東京理科大学工学部卒業。1988年にセガ入社。
キャラクターデザイナーの大島直人、プログラマーの中裕司らと共に『ソニック・ザ・ヘッジホッグ』の生みの親のひとり（ディレクターおよびプランナー）。セガから独立したソニックチームには2002年まで所属。その後、ノーティドッグに参加し、（セガ時代の同僚）マーク・サーニーらと共に『ジャック×ダクスター』シリーズや『アンチャーテッド エル・ドラドの秘宝』を開発した。バンダイナムコゲームス（後のバンダイナムコエンターテインメント）を経て、2012年4月よりNintendo Software Technologyに所属。
2016年よりユニティ・テクノロジーズ・ジャパンにて教育事業に携わる。また、東京工科大学の特任准教授でもある。

## 作品
- ソニック・ザ・ヘッジホッグ - プランナー
- 死の迷宮 - プランナー
- ソニック・ザ・ヘッジホッグ2 - プランナー
- ソニック・ザ・ヘッジホッグ3 - ディレクター、リードゲームデザイナー
- ソニック&ナックルズ - ディレクター、リードゲームデザイナー
- ソニック3Dブラスト - プレイフィールドデザイナー、ゲームデザイナー
- ソニックR - マップデザインディレクター
- The Floigan Brothers - ゲームデザイナー
- ジャック×ダクスター2 - ゲームデザイナー
- ジャック×ダクスター3 - ゲームデザイナー
- Jak X: Combat Racing - ゲームデザイナー
- アンチャーテッド エル・ドラドの秘宝 - ゲームデザイナー
- パックマンパーティ - シニアゲームデザイナー
- マリオ AND ドンキーコング ミニミニカーニバル - ゲームデザイナー